# Flamsteedovo označení
Flamsteedovo označení je označení hvězd arabským číslem a genitivem nebo zkratkou latinského názvu souhvězdí. Je používáno většinou pouze pro hvězdy, které nemají Bayerovo označení.
John Flamsteed ve svém katalogu v každém souhvězdí seřadil hvězdy podle rektascenze, tedy proti směru pohybu nebeské sféry. (V důsledku precese nemusí pořadí podle Flamsteedových čísel souhlasit s pořadím hvězd v pozdějších katalozích sestavených pro jinou epochu.)
Některé hvězdy ležící na okraji souhvězdí připadly při dělení oblohy na 88 moderních souhvězdí do jiného jež odpovídá jejich Flamsteedovu označení.
Některé položky ve Flamsteedově katalogu jsou chyby: například v roce 1690 pozoroval Uran, ale nepoznal, že je to planeta, a zařadil ho do katalogu jako "34 Tauri".